# Championnat de Tunisie masculin de water-polo
Le championnat de Tunisie de water-polo est l'une des principales compétitions tunisiennes de water-polo. Il débute généralement en mars-avril et se termine en octobre-novembre de chaque année.

## Clubs de l'édition 2015-2016
Les huit clubs engagés sont répartis en deux divisions.

### Division 1
Les trois premiers clubs se qualifient pour le play-off. Le classement est le suivant :
- Club de natation de Ben Arous : 18 points
- Club africain : 9 points
- Avenir sportif de La Marsa : 6 points
- Association sportive de la Cité nationale sportive : 3 points

Play-off
- Club de natation de Ben Arous : 12 points
- Club africain : 3 points (-17)
- Avenir sportif de La Marsa : 3 points (-20)

### Division 2
À l'issue de la première phase, le classement est le suivant :
- Olympica : 16 points
- Jeunesse sportive du Bardo : 10 points
- Avenir sportif tunisien : 6 points
- Dauphins de Tunis : 3 points

## Palmarès
- 1956 : Association sportive française
- 1957 : Étoile sportive goulettoise
- 1958 : Avenir musulman
- 1959 : Avenir musulman
- 1960 : Avenir musulman
- 1962 : Avenir musulman
- 1963 : Avenir musulman
- 1964 : Avenir musulman
- 1965 : Avenir sportif de La Marsa
- 1966 : Avenir sportif de La Marsa
- 1968 : Avenir sportif de La Marsa
- 1969 : Avenir sportif de La Marsa
- 1985 : Avenir sportif de La Marsa
- 1986 : Gazelec sport de Tunis
- 1987 : Gazelec sport de Tunis[2]
- 1989 : Gazelec sport de Tunis[3]
- 1990 : Espérance sportive de Tunis
- 1991 : Espérance sportive de Tunis
- 1992 : Espérance sportive de Tunis
- 1993 : Espérance sportive de Tunis
- 1994 : Club africain
- 1995 : Club africain
- 1996 : Club africain
- 1997 : Club africain
- 1998 : Club africain
- 1999 : Club africain
- 2000 : ?
- 2001 : ?
- 2002 : ?
- 2003 : Dauphins de Tunis
- 2004 : Avenir sportif de La Marsa
- 2005 : Avenir sportif de La Marsa
- 2006 : Avenir sportif de La Marsa
- 2007 : Avenir sportif de La Marsa
- 2008 : Avenir sportif de La Marsa
- 2009 : Sport nautique bizertin
- 2010 : Club de natation de Ben Arous
- 2011 : Club de natation de Ben Arous
- 2012 : Club de natation de Ben Arous
- 2013 : Club africain
- 2014 : Club africain
- 2015 : Club de natation de Ben Arous
- 2016 : Club de natation de Ben Arous
- 2017 : Club de natation de Ben Arous
- 2018 : Club de natation de Ben Arous
- 2019 : Club de natation de Ben Arous
- 2020 : ?
- 2021 : ?
- 2022 : Club de natation de Ben Arous
- 2023 : Club de natation de Ben Arous